# Голюб-Добжин
Го̀люб-До̀бжин (на полски: Golub-Dobrzyń) е град в Полша, Куявско-Поморско войводство. Административен център е на Голюбско-Добжински окръг, както и на селската Голюбско-Добжинска община, без да е част от нея. Самият град е обособен в самостоятелна градска община с площ 7,50 км2.